# Fito Páez
Pour les articles homonymes, voir Páez.
Rodolfo « Fito » Páez (né le 13 mars 1963, à Rosario en Argentine) est un chanteur de rock, compositeur, pianiste et acteur argentin.

## Biographie

Fito Páez jeune.

## Discographie
- Del 63 (1984)
- Giros (1985)
- Corazón clandestino (1986)
- La la la (avec Luis Alberto Spinetta) (1986)
- Ciudad de pobres corazones (1987)
- Ey! (1988)
- Tercer mundo (1990)
- El amor después del amor (1992)
- Circo Beat (1994)
- Euforia (1996)
- Enemigos íntimos (avec Joaquín Sabina) (1998)
- Abre (1999)
- Rey Sol (2000)
- Naturaleza sangre (2003)
- Mi vida con ellas I (live) (2004)
- Mi vida con ellas II (live) (2004)
- Moda y pueblo (2005)
- El mundo cabe en una canción (2006)
- Rodolfo (2007)
- No sé si es Baires o Madrid (2008)
- Confiá (2010)
- Canciones para aliens (2011)

## Filmographie
- El viaje (1995)
- Vidas privadas (Private lives) (2001)
- ¿De quién es el portaligas? (2007)